# Кушинг, Ричард Джеймс
Ри́чард Джеймс Ку́шинг (англ. Richard James Cushing; 24 августа 1895, Южный Бостон, Бостон, США — 2 ноября 1970, Бостон, США) — американский кардинал. Титулярный епископ Мелы и вспомогательный епископ Бостона с 10 июня 1939 по 25 сентября 1944. Апостольский администратор Бостона с 22 апреля по 25 сентября 1944. Архиепископ Бостона с 25 сентября 1944 по 8 сентября 1970. Кардинал-священник с 15 декабря 1958, с титулом церкви Санта-Сусанна с 18 декабря 1958.
Под руководством Кушинга был освящен мемориальный комплекс в честь Джона Кеннеди.